# Knautia ressmannii
L'ambretta di Ressmann (Knautia ressmannii (Pacher) Borbás, 1904)  è una pianta erbacea perenne appartenente alla famiglia delle Caprifoliacee.
Può arrivare fino a 1 m di altezza (misura minima 40 cm). Si presenta con infiorescenza piena su un fusto peloso. Viene considerata una specie rara, endemica delle Alpi Sudorientali.

## Etimologia
Il nome del genere (Knautia)  è un omaggio ai botanici tedeschi Christian Knaut (1638-1694) e Christoph Knaut (1654-1716). Quello della specie (ressmannii) deriva dal botanico che ha classificato per primo il fiore.

## Descrizione
Viene definita come emicriptofita scaposa: pianta con ciclo di riproduzione perenne con gemme poste a livello del terreno e con asse floreale eretto con poche foglie  cauline.

### Radici
Le radici sono formate da corpi laterali da rizoma.

### Fusto
La parte ipogea del fusto si presenta come rizoma legnoso, ad andamento orizzontale non molto lungo.
La parte epigea consiste in un fusto glabro (privo di peli) eretto. La ramificazione avviene sempre nella parte alta della pianta in prossimità degli scapi fioriferi. L’internodi inferiori sono lucidi, mente nella parte superiore i peduncoli sono pubescenti.

### Foglie
Le foglie si presentano compatte quasi coriacee dal margine dentato (a volte seghettato). La forma in generale è ellittico - lanceolata. Quelle della base sono più fitte e picciolate; quelle mediane e superiori sono sessili. 

### Infiorescenza

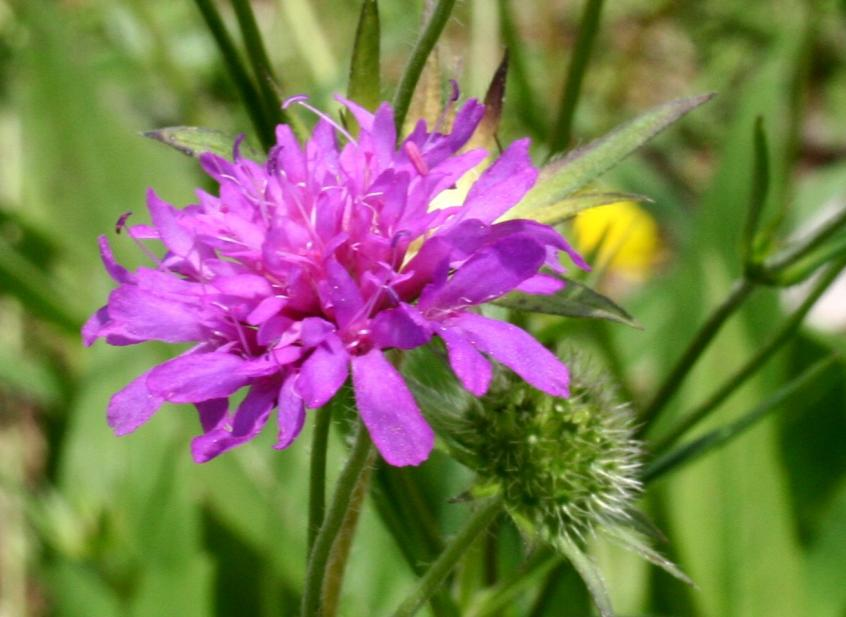
Infiorescenza.

Il capolino raggiunge il diametro di 2,5 – 4 cm. I peduncoli di sostegno sono pelosi - irsuti. La parte inferiore dell'infiorescenza è protetta da brevi brattee involucrali.

### Fiori
I fiori, tutti ermafroditi e a forma tubulosa terminante in 4 lobi, si dividono in due tipi: periferici e centrali entrambi di colore porporino;
- fiori periferici: di dimensioni maggiori col lobo inferiore sporgente a forma di linguetta e sono zigomorfi;
- fiori centrali: con calice a 8 reste e 4 stami.

L'ovario è infero e quindi posto sotto l'inserzione del perianzio.
Fioritura: da giugno ad agosto.

### Frutti

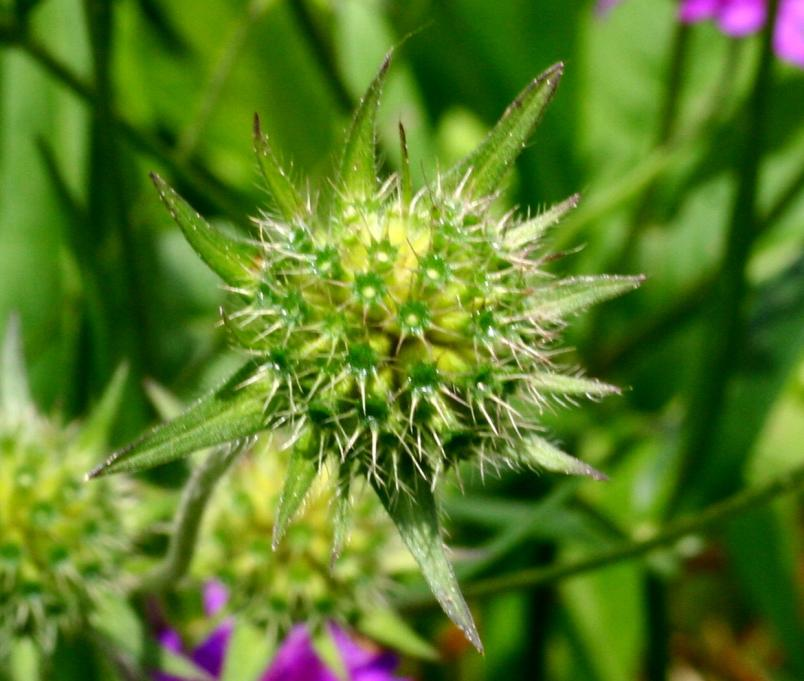
Capolino con frutti.

Il frutto è di tipo achenio di forma affusolata e presenta un calice persistente (che rimane a lungo).

## Distribuzione e habitat
Si trova in prevalenza nella zona montana dai 500 ai 1500 m s.l.m. E in genere preferisce prati magri e sassosi (chiamati magredi) ma vegeta anche nelle pinete di pino nero.

## Tassonomia
Il genere Knautia comprende oltre 40 specie di cui la metà vive in Italia ed è di difficile identificazione per l'elevato polimorfismo delle varie specie del genere.
Specie simili:
- Knautia drymeia Heuffel - ambretta dei quercieti: si differenzia dall'avere le foglie cauline intere ed è più facile trovarla nei boschi e comunque nell'Italia settentrionale.
- Knautia arvensis (L.) Coulter - ambretta comune: si differenzia soprattutto per le foglie meno lunghe e di due tipi: pennatopartite e lanceolate più o meno dentate.
- Knautia longifolia (Waldst. et Kit.) Koch - ambretta alpina: si differenzia soprattutto per le lunghe foglie

## Galleria d'immagini

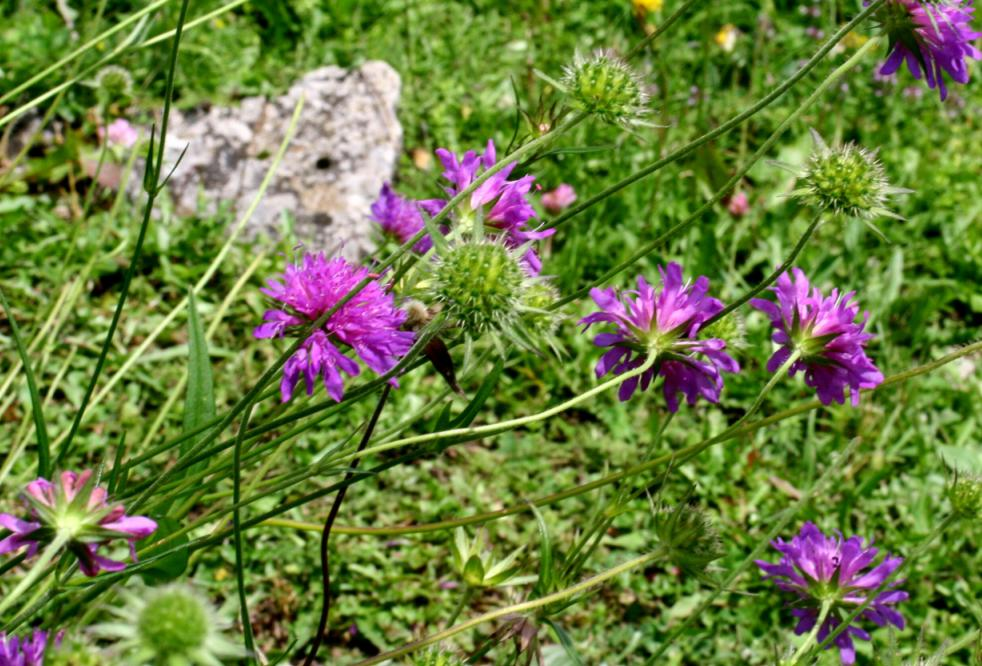
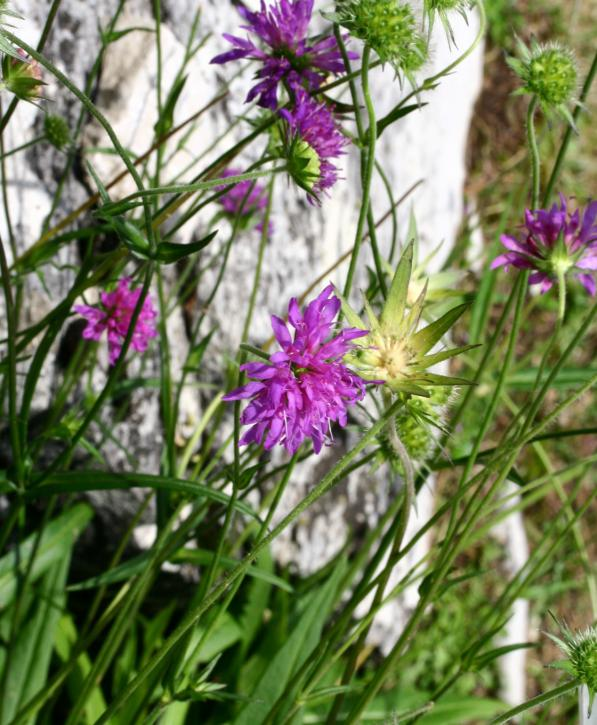